# Morphozonitis
Morphozonitis is een geslacht van kevers uit de familie oliekevers (Meloidae).
Het geslacht is voor het eerst wetenschappelijk beschreven in 1922 door Pic.

## Soorten
Het geslacht omvat de volgende soorten:
- Morphozonitis atripennis Pic, 1922
- Morphozonitis fasciata (Borchmann)